# Самерсворт (Нью-Гемпшир)
Самерсворт (англ. Somersworth) — місто (англ. city) в США, в окрузі Страффорд штату Нью-Гемпшир. Населення — 11 855 осіб (2020).

## Географія
Самерсворт розташований за координатами 43°15′13″ пн. ш. 70°53′17″ зх. д. / 43.25361° пн. ш. 70.88806° зх. д. (43.253476, -70.887944).  За даними Бюро перепису населення США в 2010 році місто мало площу 25,87 км², з яких 25,36 км² — суходіл та 0,51 км² — водойми.

## Демографія
Згідно з переписом 2010 року, у місті мешкало 11 766 осіб у 4862 домогосподарствах у складі 3044 родин. Густота населення становила 455 осіб/км².  Було 5199 помешкань (201/км²).
Расовий склад населення:
| - 89,4 % — білих - 5,3 % — азіатів - 1,4 % — чорних або афроамериканців - 0,3 % — корінних американців |

До двох чи більше рас належало 2,6 %. Частка іспаномовних становила 2,5 % від усіх жителів.
За віковим діапазоном населення розподілялося таким чином: 23,2 % — особи молодші 18 років, 65,0 % — особи у віці 18—64 років, 11,8 % — особи у віці 65 років та старші. Медіана віку мешканця становила 37,8 року. На 100 осіб жіночої статі у місті припадало 91,3 чоловіків;  на 100 жінок у віці від 18 років та старших — 89,3 чоловіків також старших 18 років.
Середній дохід на одне домашнє господарство  становив 64 281 долар США (медіана — 54 868), а середній дохід на одну сім'ю — 72 612 долари (медіана — 66 086). Медіана доходів становила 47 865 доларів для чоловіків та 36 935 доларів для жінок. За межею бідності перебувало 13,6 % осіб, у тому числі 20,0 % дітей у віці до 18 років та 6,9 % осіб у віці 65 років та старших.
Цивільне працевлаштоване населення становило 6145 осіб. Основні галузі зайнятості: освіта, охорона здоров'я та соціальна допомога — 21,4 %, роздрібна торгівля — 16,9 %, фінанси, страхування та нерухомість — 11,5 %, виробництво — 11,0 %.